# Bisbat de Krujë
El bisbat de Krüje (llatí: Dioecesis Croënsis) és una seu suprimida i titular de l'Església catòlica a Albània.

## Territori
La diòcesi tenia com a seu la ciutat de Krujë, i ocupava un territori comprès entre els rius Mat i Ishën, al nord de Tirana.

## Història
La diòcesi de Croia està testimoniada a l'època romana d'Orient a la Notitiae Episcopatuum del patriarcat de Constantinoble, des de principis del segle ix fins al segle xii; a les Notitiae la diòcesi de Κροων es compta entre les sufragànies de l'arxidiòcesi de Durazzo, juntament amb les diòcesis de Stefaniaco, Cunàvia i Lezhë.
Segons els conservadors de l'Acta et diplomata Albaniae, la diòcesi es va establir a principis del segle vii i comprenia un territori que les fonts gregues anomenaven Albanon o Arbanon. A les fonts llatines, a partir del segle xii, hi ha dues nomenclatures diferents, la de Croensis i la d'Albanensis o Arbanensis; tanmateix seria la mateixa diòcesi i només a partir de 1279 hi ha dos bisbes diferents per a les dues seus. Els mateixos editors esmenten com a primer bisbe de Croia, el prelat David que apareix a la primera sessió del Concili de Constantinoble l'any 879-880 en què fou rehabilitat el patriarca Foci.
Si la tesi dels editors de l'Acta et diplomata Albaniae és correcta, els successius bisbes coneguts d'aquesta seu es troben a les fonts llatines a partir de la segona meitat del segle xii amb el títol d'episcopi Albanensis, Arbanensis o de Arbania: és Llàtzer, documentat el 1166 i el 1167; Paolo, documentat el 1208 i probablement també el 1209; i un bisbe anònim, esmentat el 1250 i el 1252. A les fonts gregues, un Croarum episcopus anònim és esmentat en una acta de 1216.
A finals del segle xiii hi ha dos bisbes contemporanis, Romano di Croia i Michele di Arbano, que donen fe de l'existència de dues diòcesis diferenciades, que a partir d'aquest moment tindran cadascuna la seva pròpia sèrie de bisbes.
Les fonts eclesiàstiques de la cúria romana, dels segles xiv al xvi, conserven actes i diplomes amb la indicació dels bisbes Cro(j)ensis i dels bisbes Cro(y)acensis. Segons alguns autors, es tracta de dos bisbes diferents: el segon es referiria a la diòcesi de Tenin, coneguda a les fonts eclesiàstiques dels segles xi-xiii com a diòcesi Croatensis, és a dir, diòcesi dels croates. Els conservadors de l'Acta et diplomata Albaniae, en canvi, creuen que es tracta d'una sola diòcesi, a causa de les nombroses variacions presents en els actes curials d'aquell període: com a exemple informen del cas del bisbe Gualtiero, anomenat episcopus Croensis amb motiu del seu nomenament el 1400 i episcopus Croacensis quan va morir el 1425.
La darrera menció de la sèrie episcopal de Croia data de la primera meitat del segle xvi.
Croia es compta entre les seus episcopal titular de l'Església Catòlica amb el nom de Croe; a partir del 10 de juny de 2020 el bisbe titular és Bruce Alan Lewandowski, C.SS.R., bisbe auxiliar de Baltimore.

## Cronologia episcopal
Els bisbes precedits per un asterisc pertànyen a la sèrie dels episcopi Croyacenses.
- Davide † (citat el 879)
- Anònim (Croarum episcopus) † (citat el 1216)[5]
- Romano † (abans del 1279[8] - després del 1298)
- Andrea I † (abans del 1318 - després del 1334 ?[9])
- * Giacomo d'Ahrweiler, O.Carm. † (25 de juny de 1352 - 12 d'abril de 1370 mort) (bisbe titular)[10]
- Gregorio † (? mort)
- Andrea II, O.F.M. † (8 de juny de 1366 - ?)
- * Enrico de Wylstein (Wildenstein), O.F.M. † (5 de juliol de 1372 - 1383 nomenat bisbe de Trieste) (bisbe titular ?)[11]
- * Bernardo † (citat rl 1391)
- Giovanni ? † (? mort)[12]
- Gualtiero, O.E.S.A. † (20 de febrer de 1400 - 13 d'abril de 1405 nomenat bisbe de Bova)
- * Antonio Ventura, O.F.M. † (10 d'octubre de 1425 - ?)
- Silvestro † (? mort)
- Paolo I † (9 de febrer de 1458 - ? mort)
- Pietro de Varnis (o Bruto) † (23 d'agost de 1468 - vers 1471 nomenat bisbe de Kotor)
- Elias Sguri, O.P. † (2 d'agost de 1471 - ? mort)
- * Niccolò de Monte † (29 de març de 1476 - 14 de febrer de 1483 nomenat bisbe de Chirone)
- Martino de Porto, O.F.M. † (18 de febrer de 1498 - ?)
- Paolo II † (? mort)
- * Martino † (15 de desembre de 1507 - ?)
- * Andrea Lagogne, O.Cist. † (24 d'agost de 1515 - ?)[13]
- * Matthaeus Unadopya † (20 d'abril de 1517 - ?)
- * Ferdinandus de Saxamone † (17 de desembre de 1517 - ?)[14]
- * Franciscus de Reucon (de Treio), C.R.S.A. † (10 de desembre de 1518 - ?)
- Francesco de Scio, O.F.M.Conv. † (18 de gener de 1525 - ?)
- * Jean de Vaulx † (16 d'abril de 1540 - ?)[13]
- * Jean Vallier † (1 de març de 1542 - ?)[13]

## Cronologia de bisbes titulars
- Isidoro Aparición Gilart † (25 de gener de 1694 - 1 de gener de 1711 mort)
  - Crescenzio Cavalli, O.F.M. † (1791 - 24 de desembre de 1791 mort) (bisbe electe)[15]
- Giovanni Battista de Mandello, O.F.M. † (17 de febrer de 1792 - 25 de juny de 1804 mort)
- Andrea Canova, O.F.M.Cap. † (14 de desembre de 1847 - 10 d'agost de 1866 mort)
- Moise Amberbojan, C.A.M. † (7 de febrer de 1885 - 1898 mort)
- Giovanni Barcia † (24 d'abril de 1902 - 1912 mort)
- Antônio José dos Santos, C.M. † (13 de desembre de 1918 - 22 de novembre de 1929 nomenat bisbe de Assis)
- Crisanto Luque Sánchez † (16 de gener de 1931 - 9 de setembre de 1932 nomenat bisbe de Tunja)
- John Bernard MacGinley † (26 de setembre de 1932 - 18 d'octubre de 1969 mort)
- Evelio Ramos Díaz † (26 d'octubre de 1970 - 25 de novembre de 1976 mort)
- Edgardo Gabriel Storni † (4 de gener de 1977 - 28 d'agost de 1984 nominato arcibisbe de Santa Fe)
- Santiago García Aracil † (20 de novembre de 1984 - 31 de maig de 1988 nomenat bisbe de Jaén)
- Michel Malo, Ist. del Prado (1 de setembre de 1988 - 29 de març de 1996 nomenat bisbe de Mahajanga)
- Emilio Simeon Alluè, S.D.B. † (24 de juliol de 1996 - 26 d'abril de 2020 mort)
- Bruce Alan Lewandowski, C.SS.R., des del 10 de juny de 2020